# Ring your bell
„ring your bell” – siedemnasty singel zespołu Kalafina, wydany 13 maja 2015 roku przez wytwórnię Sony Music Entertainment Japan. Singel został wydany w pięciu wersjach: limitowanej CD+DVD (Type-A), limitowanej CD+Blu-ray (Type-B), regularnej CD, anime CD+DVD oraz w edycji analogowej.
Tytułowy utwór został wykorzystany jako ending anime Fate/stay night: Unlimited Blade Works. Singel osiągnął 8 pozycję w rankingu Oricon i pozostał na liście przez 10 tygodni, sprzedano 26 244 egzemplarzy.

## Lista utworów
Wszystkie utwory zostały skomponowane i napisane przez Yuki Kajiurę.
| CD                            | |      |
| Nr                            | Tytuł | Czas |
| 1.                            | "ring your bell" |      |
| 2.                            | "Koibito no mukashigatari no yūgure no" (jap. こいびとの昔語りの夕暮れの)                                                                   |      |
| 3.                            | "ring your bell (in the silence)" |      |
| 4.                            | "ring your bell ~instrumental~" |      |
| DVD/Blu-ray (wer. limitowana) | |      |
| Nr                            | Tytuł | Czas |
| 1.                            | "ring your bell" (Music Clip) |      |
| Anime CD                      | |      |
| Nr                            | Tytuł | Czas |
| 1.                            | "ring your bell" |      |
| 2.                            | "Koibito no mukashigatari no yūgure no" (jap. こいびとの昔語りの夕暮れの)                                                                   |      |
| 3.                            | "ring your bell (in the silence)" |      |
| 4.                            | "ring your bell ~TV size~" |      |
| DVD (wer. anime)              | |      |
| Nr                            | Tytuł | Czas |
| 1.                            | "TV Anime "Fate/stay night" 2nd Season Non-Credit Ending Eizō" (jap. TVアニメ「Fate/stay night」2ndシーズン ノンクレジットエンディング映像) |      |